# خراطی

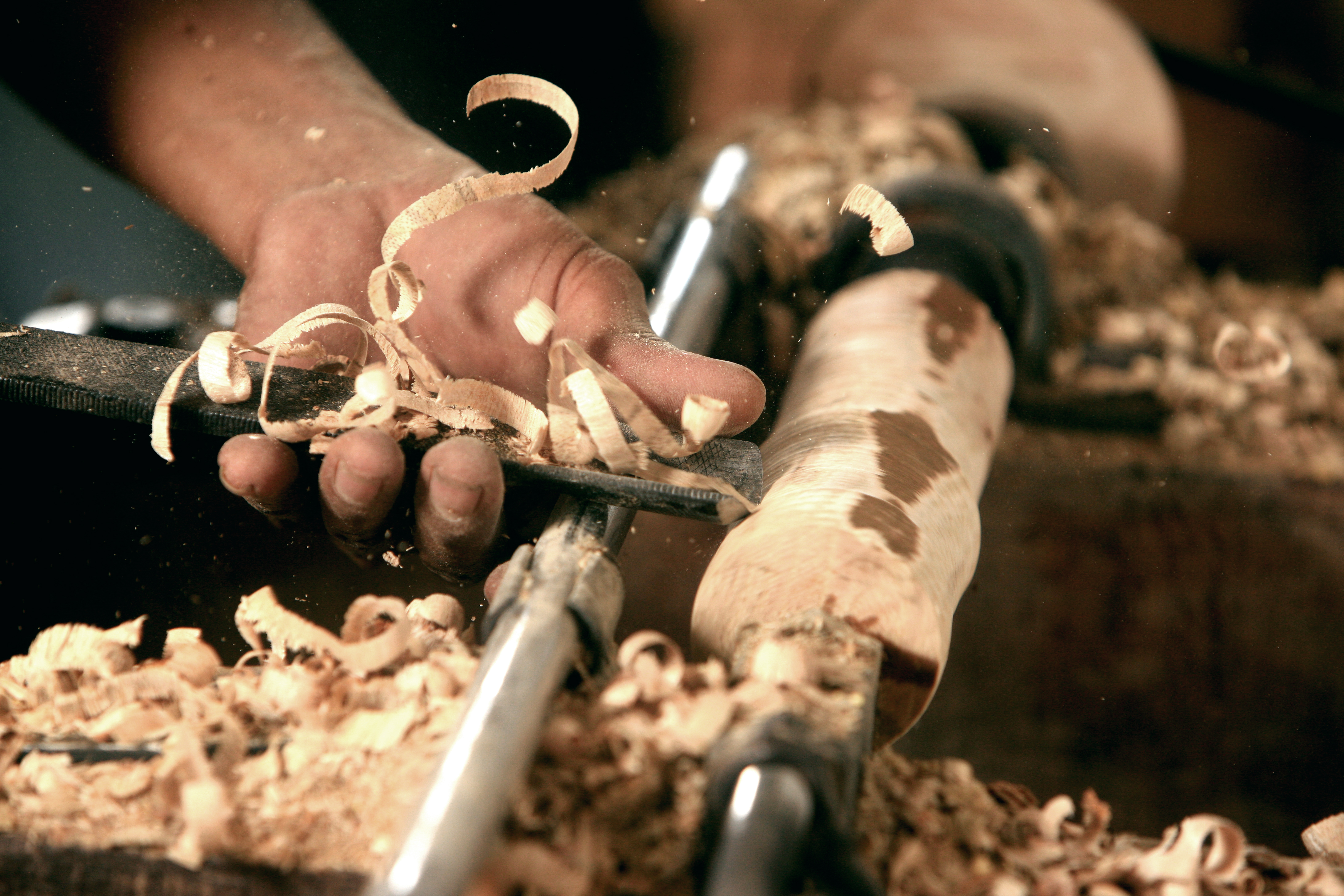

خراطی شیوه‌ای از تولید محصولات چوبی است که طی آن و توسط ابزار و وسایل مختلف و عمدتاً به وسیلهٔ دستگاه خراطی اشیایی نظیر قلیان، گهواره، پایهٔ آباژور، پایه میز، دسته کتری، دسته مغار، دسته پیچ گوشتی، بافور، شمعدان و ظروف مختلف ساخته و پرداخته می‌شود.
خراطی ساختن اشیا از چوب است که سابقه‌ای بسیار طولانی دارد. بقایای نقش برجسته‌های کاخ داریوش در تخت جمشید نشان می‌دهد که تخت و چهارپایه و عودسوز آن به شیوهٔ خراطی تهیه شده‌است. شاردن جهانگرد فرانسوی نیز تحت تأثیر مهارت خراطان ایران قرار گرفته و سخن گفته‌است. حرفه خراطی از هنرهای مکانیکی است که ایرانیان توانسته‌اند از آن به خوبی بهره‌برداری کنند.
خراطی چوب یکی از صنایع دستی سنتی ایران است که از زمان‌های قدیم در این مرز و بوم رواج داشته و به‌طور معمول در مناطقی از کشور که چوب در آنجا بیشتر یافت می‌شود رایج است. در هنر خراطی اشیاء به صورت متقارن ساخته می‌شود اغلب از چوبهای نرم و اندکی مرطوب برای این کار استفاده می‌کنند.
هنر خراطی از تراش و شکل بخشیدن به چوب در اثر حرکت دورانی دستگاه خراطی حاصل می‌شود. سابق بر این دستگاه خراطی مشتمل بر چند ابزار دستی بود که از چوب ساخته و پرداخته می‌شد در حال حاضر این دستگاه علاوه بر تغییر شکل ظاهریش ازدو بازوی فلزی تشکیل شده‌است که با قرار گرفتن و محکم شدن حجم چوبی میان آنها، وبا چرخش چوب حول یک محور کار و با استفاده از میله‌های فلزی (مغار) هر کدام درایجاد فرو رفتگی یا خراشیدگی خاصی استفاده می‌شوند (بر حجم چوبی، شکل مورد نظر را ایجاد می‌نمایند.
در خراطی چوب از دستگاه تراش افقی نسبت به تراش چوب استفاده می‌کنند. از جمله این آثار که سابقهٔ تاریخی دارد، می‌توان به حجاری‌های تخت جمشید نقوشی از تخت و چهارپایه سلطنتی و عودسوز را می‌توان نام برد. در هنر خراطی هرچه چوب فشرده‌تر و محکم‌تر باشدمی توان به کارهای ظریف تر پرداخت و همچنین دوام آن بیشتر می‌شود. یک نمونه از انواع چوب خراطی می‌توان به چوب سپیدار اشاره کرد. وسیله کاران‌ها درقدیم چهارچوبی بود که رکاب داشت که سروته چوب را به دهانه ان محکم کرده و توسط کمانی چوب با حرکت دورانی حول محور خود می‌چرخد. امروزه این دستگاه برقی شده وکار خراطان تاحدودی راحت شده، نوع دیگر ابزار (مغار) است که سر آن شبیه ناخن می‌باشد. مغار به چوبی که حول محور خود می‌چرخد، فشار وارد نموده تا شکل مورد نظر را خراطی کند. خراطی دارای مغارهای مخصوص به خود می‌باشد که بسیار نفیس و گران‌قیمت هستند از جمله مغار گلویی، مغار شفره، سر نیزه، الماسه، تخت بزرگ، تخت  های کوچک، قاشقی و… می‌باشد امروزه خراطی کاری پر هزینه است زیرا قیمت چوب از طرفی و قیمت ابزار آلات صنعتی از سویی دیگر باعث افزایش هزینه‌ها و کم بود مشتری شده‌است.
یکی از شهرهای بسیار فعال در خراطی شهرستان دزفول است که استاد کاران این رشته در بازار قدیم؛ راسته خراطان مشغول به این فعالیت می‌باشند و انواع قلیان، چوب‌های بیرق، انواع یادگاری‌های چوبی (جاکلیدی، قاب و نوشته‌های نغز) و نیز ظروف اعلای چوبی توسط این استادها تولید می‌شود که همه ساله گردشگران را به سوی خودش می‌کشاند.